# Quickstep
Quickstep är en pardans som går i 2/4 eller 4/4 takt, ganska lik en snabb foxtrot. Ett exempel på en typisk quickstepmelodi är "Come to the Cabaret" från filmen Cabaret. Fastän dansen liknar foxtroten, är tekniken och rörelsemönstret unikt.